# Manuel Benito de Castro
Manuel Benito de Castro Arcaya fue un militar y médico colombiano, quien ocupó la presidencia de Cundinamarca del 25 de junio de 1812 al 5 de agosto de 1812 en su calidad de consejero de Gobierno por ausencia temporal del presidente Antonio Nariño.

## Biografía
Fue el tercero de siete hermanos del hogar formado por el español Manuel Benito de Castro y por la santafereña Teresa Díaz Arcaya y Gumuzio. Morillo lo condenó al destierro por su participación en el proceso de independencia. 

## Trayectoria
Novicio de la Compañía de Jesús, donde estudió teología, gramática y filosofía. Posteriormente se vinculó como alumno de la Escuela de Antaño para poder ejercer la medicina. La milicia la involucró en su vida como soldado de la compañía de Caballeros Corazas conformada por el virrey Guirior, segundo comandante de la V Compañía de milicias de Caballería y despachado de teniente coronel en 1789. 

### Carrera política temprana
Alcalde de Santafé en 1783. Tesorero de Diezmos y consultor del Santo Oficio. Fue uno de los santafereños ilustres a los que les fue ofrecido título de nobleza de Castilla en 1805 de parte de Su Majestad Carlos IV, el cual rechazó. Primer consejero del presidente Nariño.

## Presidente de Cundinamarca
Asumió la presidencia de la República ante la cuarta y definitiva renuncia presentada por Nariño al Senado el 20 de agosto, acosado por la situación que le generó la traición de su ejército que había marchado contra el Congreso Federal al mando del brigadier Antonio Baraya.

### Críticas a su gobierno
Los textos históricos que hacen referencia a su gobierno destacan más facetas negativas que positivas. Unos le reconocen el hecho de haber donado sus sueldos a la Patria, mientras otros aducen que Benito era un hombre muy rico que poca responsabilidad tenía para gobernar. Es descrito como un personaje estrambótico, que se vestía con atuendos pasados de moda y que su tiempo era absorbido por su puntual costumbre de tomar chocolate a determinadas horas del día, así como la de dedicarse a espulgar su perrita, excusa que le pareció suficiente para no presidir un Consejo de Gobierno. La pasividad de Benito contrastaba con las amenazas de Baraya, quien acentuaba su intención de invadir la ciudad. El ejército no tuvo otro remedio que buscar al presidente Nariño en su hacienda y forzarlo a reasumir el poder.